# Carmelina Moscato
Carmelina Moscato (née le 2 mai 1984 à Mississauga en Ontario) est une joueuse de football (de soccer) canadienne évoluant au poste de défenseure et de milieu de terrain défensif, reconvertie en entraîneure.

## Biographie

### Carrière en club
Moscato commence le football dans le club amateur du Dixie Soccer Club de Mississauga.

#### NCAA
De 2001 à 2005, Moscato joue pour les Nittany Lions de l'Université d'État de Pennsylvanie, équipe évoluant dans la première division NCAA. Par son jeu défensif, elle aide son équipe dans la conquête de 4 titres de championnat de la conférence Big Ten et à deux participations au Final Four de la NCAA.

#### W-League
En 2003, Moscato rejoint les Whitecaps de Vancouver dans un rôle de réserviste. Elle fait 5 apparitions au cours de la saison. Lors de la saison 2004, avec trois buts et trois passes décisives, elle aide les Whitecaps à remporter la W-League.
Lors de la saison 2005, elle rejoint le Fury d'Ottawa avec qui elle termine à la 1re place de la Division Nord et remporte le titre de Conférence du Nord-Est. Le Fury se qualifie pour le Final Four de la W-League mais perd en finale. Moscato joue également pour le Fury lors des saisons 2006 et 2007.
En 2009, elle retourne jouer une saison avec les Whitecaps de Vancouver.

#### Championnat féminin italien
Moscato est d'origine canado-italienne et parle couramment la langue italienne, c'est pourquoi elle choisit d'aller vivre en Italie après la saison de W-League 2009. Elle joue alors deux saisons pour l'UPC Tavagnacco en Serie A. Elle a un rôle défensif et marque une fois en 15 matches de championnat, avant de quitter le championnat féminin italien pour rejoindre le camp d'entraînement de l'équipe nationale canadienne qui prépare les qualifications de la Concacaf pour la Coupe du monde féminine de 2011.

#### Damallsvenskan
En juillet 2011, Moscato rejoint les internationales canadiennes Melissa Tancredi et Stephanie Labbé au Piteå IF, un club de Damallsvenskan (championnat suédois).

### Carrière en sélection nationale
Le 6 février 2001, à l'âge de 16 ans, Moscato fait ses débuts avec l'équipe canadienne des moins de 20 ans lors d'une défaite 3-2 face à la Finlande, lors du tournoi de la Coupe Adidas à Houston, au Texas. Moscato représente le Canada à la Coupe du monde féminine de la FIFA U-19 de 2002. Elle y joue les six matches du Canada et aide sa sélection à remporter la médaille d'argent.
Le 3 avril 2002, Moscato fait ses débuts avec l'équipe nationale senior du Canada, jouant 19 minutes lors d'un match nul 0-0 contre l'Australie. Elle participe à la Gold Cup 2002, à la Coupe du monde féminine de 2003 et au tournoi de qualification pré-olympique 2004 de la Concacaf. Mais durant les années suivantes (de 2005 à 2008), elle n'est plus sélectionnée en équipe nationale.
Carmelina Moscato fait son retour sur la scène internationale en 2008 lors des qualifications pré-olympiques de la Concacaf. Elle participe ensuite au Championnat féminin de la CONCACAF 2010, au Tournoi de Chypre en mars 2011 et à la Coupe du monde féminine de 2011. Moscato fait également partie de l'effectif canadien pour les qualifications pré-olympiques de la Concacaf et les Jeux olympiques de 2012. Elle est de nouveau sélectionnée pour la Coupe du monde de 2015 et a participé à deux matchs, dont un comme titulaire.

### Carrière d'entraîneure
Après avoir été adjointe à l'Université du Wisconsin et aux Louisville Cardinals, elle devient entraîneuse principale avec l'équipe du Canada des moins de 15 ans en 2016. Elle est nommée entraîneuse du FC Nordsjælland féminin en 2021

## Palmarès

### En équipe nationale
- Médaille d'or aux Jeux panaméricains 2011
- Médaille d'or lors du Championnat féminin de la CONCACAF 2010
- Médaille d'or lors de la Gold Cup 2002
- Médaille d'argent à la Coupe du monde des moins de 19 ans 2002
- Médaille de bronze aux Jeux olympiques 2012

### En club
Whitecaps de Vancouver
- Vainqueur du championnat de la W-League : 2004
- Championnat de conférence : 2004
- Championnat de division : 2004

 Fury d'Ottawa
- Finaliste au Final Four : 2005, 2006 et 2007
- Championnat de conférence : 2005, 2006
- Championnat de division : 2005, 2006, 2007

 Seattle Reign
- NWSL Shield : 2014, 2015

### En tant qu'entraîneure
Tigres UANL
- Apertura 2022